# Emanuele Vicorito
Emanuele Vicorito (Napoli, 5 dicembre 1989) è un attore italiano.

## Biografia
Inizia la sua carriera nel 2005 come protagonista del film francese All the Invisible Children, diretto da vari registi del cinema mondiale. Ritorna sullo schermo dopo 9 anni dal suo debutto, interpretando un ruolo principale nel film televisivo L'oro di Scampia diretto da Marco Pontecorvo. Sempre nel 2014 è tra i protagonisti della serie tv Gomorra - La serie, interpretando il ruolo di "O'pop". Nel 2015 è protagonista del cortometraggio Bellissima con la regia di Alessandro Capitani, il corto ha vinto il David di Donatello 2016 come Miglior cortometraggio.

## Filmografia

### Attore

#### Cinema
- All the Invisible Children, registi vari (2005)
- L'oro di Scampia, regia di Marco Pontecorvo (2013)
- Milionari, regia di Alessandro Piva (2016)
- In viaggio con Adele, regia di Alessandro Capitani (2018)
- Benvenuti in casa Esposito, regia di Gianluca Ansanelli (2021)
- Madame Luna, regia di Daniel Espinosa (2024)

#### Televisione
- La squadra (vari episodi e vari registi) (2006)
- Un posto al sole (vari episodi) (2014)
- Gomorra - La serie, registi vari – serie TV, 12 episodi (2014)
- Il sindaco pescatore, regia di Maurizio Zaccaro – film TV (2016)
- Mare fuori, regia di Carmine Elia – serie TV (2020)
- Il commissario Ricciardi, regia di Alessandro D'Alatri – serie TV, episodio 5 (2021)

### Cortometraggi
- Bellissima, regia di Alessandro Capitani (2015)

### Regia

#### Cortometraggi
- A domani (2025)

## Riconoscimenti
- Brevi d'autore – Alessio Mazzuca
  - 2016 – Migliore interpretazione per Bellissima[1]
- Gioiosa in corto
  - 2016 – Miglior attore per Bellissima[1]
- Roma Creative Contest - Short Film Festival
  - 2016 – Migliore attore per Bellissima[1]
- ValdarnoCinema Film Festival
  - 2016 – "Giglio Fiorentino d'argento" alla migliore interpretazione maschile per Bellissima[1]
- Corti d'argento
  - 2025 – Corti d'argento speciale  per A Domani